# Different Than You
Different Than You – singel promujący czwartą studyjną płytę rockowego zespołu The Exies o nazwie A Modern Way of Living with the Truth. Jest to kompozycja z gatunku rocka alternatywnego, utrzymana w melancholijnej oprawie.